# Rebecca Thoresen
Rebecca Thoresen, z domu Brincat (ur. 29 stycznia 1978 w Melbourne) – australijsko-maltańska koszykarka, występująca na pozycji rzucającej, reprezentantka Malty. 

## Osiągnięcia
Na podstawie, o ile nie zaznaczono inaczej.

### Drużynowe
- Mistrzyni 
  - Niemiec (2008, 2011, 2013, 2014, 2016, 2017)[4][5][6][7][8][9]
  - Australian Basketball Association (ABA – 1998)[10]
- Zdobywczyni Pucharu Niemiec (2011, 2014, 2015, 2016, 2017)[9]
- Finalistka Pucharu Niemiec (2008)[4]
- Uczestniczka międzynarodowych rozgrywek:
  - Eurocup (2007/2008, 2012–2014, 2015/2016)
  - Pucharu Ronchetti (2001/2002)

### Indywidualne
- (* – nagrody przyznane przez portal eurobasket.com)
- Sportsmenka roku Malty (2009)
- Zaliczona do*:
  - I składu:
    - ligi niemieckiej (2008)[4]
    - najlepszych zawodniczek zagranicznych ligi niemieckiej (2006, 2008)[11][4]

  - II składu ligi niemieckiej (2006, 2009)[11][12]
- Liderka strzelczyń ligi niemieckiej (2001, 2003)

### Reprezentacja
- Mistrzyni Europy dywizji C (2008, 2010)[13][14]
- Brązowa medalistka mistrzostw małych krajów Europy (2012)[15]
- MVP mistrzostw małych krajów Europy (2012)[16]

## Życie prywatne
Wyszła za mąż za Tomasa Thoresena. Mają córkę Jamilę Judi. 